# PIB Cultural
PIB Cultural é um indicador que vem sendo recentemente desenvolvido no Brasil, para detectar e indicar quanto produz, ao ano, a Indústria Cultural -- um setor amplo, que envolve áreas informais e artesanais, como a das rendeiras do Nordeste do país, e outras de tecnologia de ponta, como o desenvolvimento de programas de computador. O IBGE produz, em conjunto com o Ipea, e em convênio com o Ministério da Cultura, os parâmetros para que o índice, com seus desdobramentos, possa ser divulgado ainda em 2006.